# Trouble Is a Lonesome Town
| Recensione     | Giudizio    |
| -------------- | ----------- |
| AllMusic       | [ 1 ]       |
| Sputnikmusic   | 3.5 (Great) |
| Piero Scaruffi | [ 3 ]       |

Trouble Is a Lonesome Town è il primo album discografico del cantautore statunitense Lee Hazlewood, pubblicato dalla casa discografica Mercury Records nel novembre del 1963.

## Tracce

### LP
Lato A
Testi e musiche di Lee Hazlewood.
1. Long Black Train – 3:33
2. Ugly Brown – 4:35
3. Son of a Gun – 3:38
4. We All Make the Flowers Grow – 2:57
5. Run Boy Run – 2:48

Lato B
Testi e musiche di Lee Hazlewood.
1. Six Feet of Chain – 3:11
2. The Railroad – 2:20
3. Look at That Woman – 3:58
4. Peculiar Guy – 3:00
5. Trouble Is a Lonesome Town – 4:38

### CD
Edizione CD del 2013, pubblicato dalla Light in the Attic Records (LITA 096CD)
Testi e musiche di Lee Hazlewood, eccetto dove indicato.
1. Long Black Train – 3:38
2. Ugly Brown – 4:41
3. Son of a Gun – 3:42
4. We All Make the Flowers Grow – 3:01
5. Run Boy Run – 2:53
6. Six Feet of Chain – 3:12
7. The Railroad – 2:29
8. Look at That Woman – 4:03
9. Peculiar Guy – 3:03
10. Trouble Is a Lonesome Town – 4:26
11. It's an Actuality – 2:44 – Traccia bonus - Brano inedito
12. I Guess It's Love – 2:15 – Traccia bonus - Brano inedito
13. Fort Worth – 2:24 – Traccia bonus - Brano inedito
14. Pretty Jane – 1:50 – Traccia bonus - Jamie 1103, 1968
15. Want Me – 2:23 – Traccia bonus - Jamie 1103, 1968
16. The Girl on Death Row – 2:44 – Traccia bonus - Jamie 1158, 1960
17. Words Mean Nothing – 2:14 (Duane Eddy, Lee Hazlewood) – Traccia bonus - Jamie 1158, 1960
18. Can't Let Her See Me Cry – 3:21 – Traccia bonus - Sylvester 10,000, 1962
19. I've Made Enough Mistakes Today – 2:15 (Connie Conway, Neil Conway) – Traccia bonus - Sylvester 10,000, 1962
20. Who Is Lee Hazlewood? – 2:46 – Traccia bonus - The Lee Hazlewood Autobiography - Mercury MEP-87, 1964
21. Moved from Place of Birth – 1:26 – Traccia bonus - The Lee Hazlewood Autobiography - Mercury MEP-87, 1964
22. Girl in High School – 1:50 – Traccia bonus - The Lee Hazlewood Autobiography - Mercury MEP-87, 1964
23. In the Army – 2:02 – Traccia bonus - The Lee Hazlewood Autobiography - Mercury MEP-87, 1964
24. Disc Jockey – 2:31 – Traccia bonus - The Lee Hazlewood Autobiography - Mercury MEP-87, 1964
25. Record Biz – 1:44 – Traccia bonus - The Lee Hazlewood Autobiography - Mercury MEP-87, 1964

## Musicisti
- Lee Hazlewood - voce, produttore
- Billy Strange - chitarra
- Billy Lee Riley - chitarra, armonica
- Marshall Leib - chitarra
- Bert Dodson - basso
- Hal Blaine - batteria, percussioni

Note aggiuntive
- Jack Tracy - supervisore alla produzione
- Registrazioni effettuate al Western Recorders di Hollywood, California (Stati Uniti)
- Chuck Britz e Jim Malloy - ingegneri delle registrazioni
- Murray Garrett - artwork
- Jack Tracy - note retrocopertina album originale[5][6]